# Lourdes Cirlot Valenzuela
Lourdes Cirlot Valenzuela (Barcelona, 11 de febrer de 1949) és una teòrica de l'art, història de l'art i professora universitària catalana.
Llicenciada l'any 1973 a la Facultat de Geografia i Història de la Universitat de Barcelona, ha impartit classes al Departament d'Història de l'Art de la mateixa facultat des de l'any 1974. Es va doctorar l'any 1980 amb la tesi La pintura informal en Barcelona (1952-1970). Des de l'any 1997 és catedràtica d'història de l’art a la Universitat de Barcelona. La seva docència i recerca se centren en l'art dels segles XX i XXI. És investigadora principal del 'Grup de Recerca Art, Arquitectura i Societat Digital' des de la seva fundació el 1999, des d'on s'ha interessat pels nous mitjans i les tecnologies digitals i en la seva incidència en la cultura i la societat contemporànies.
S'ha fet càrrec de les edicions de les obres de Juan-Eduardo Cirlot Laporta, De la crítica a la filosofía del arte (1997), i de Tàpies (2000). Ha publicat nombroses obres de caràcter monogràfic sobre artistes com Daniel Argimon, Will Faber, Joan-Pere Viladecans, Eugenia Tusquets Trias de Bes, Josep Novellas Montaner, Albert Gonzalo Carbó, Josep Maria Subirachs i Sitjar, Xavier Medina Campeny o Kjell Pahr-Iversen. Ha publicat nombrosos articles en revistes científiques i en revistes de divulgació. I ha col·laborat en revistes com D'́Art, Estudios Pro Arte, Cuenta y Razón, Diagonal, Metrónom, Las Nuevas Letras, Batik, Revista Musical Catalana, Revista de Catalunya, Quaderns de “La Caixa”, Idees, Historia y Vida, Materia, Revista del Col·legi de Doctors i Llicenciats de Catalunya, Pandora o Scriptura. També ha col·laborat en diversos diaris com La Vanguardia, El País, El Mundo, La Razón, ABC, Avui o El Periódico.
Ha estat investigadora del Museu Virtual de la Universitat de Barcelona, al voltant del qual ha realitzat conferències i ha organitzat jornades internacionals. Ha estat vicedegana de la Facultat de Geografia i Història entre els anys 1996 i 1999, i va dirigir el Departament d'Història de l'Art des del 1999 fins al 2005. Ha sigut vicerectora de relacions institucionals i cultura de la Universitat de Barcelona del 2008 al 2016. L'any 2011 va rebre la Medalla d'Or de la Facultat de Farmàcia de la Universitat de Barcelona, com a reconeixement a la seva aportació a la comunitat científica.

## Publicacions[3]
- Diccionario de los ismos, amb Juan Eduardo Cirlot i Victoria Cirlot Valenzuela; Lourdes Cirlot (ed. lit.) (2006)
- Andy Warhol (2001)
- Tàpies, amb Juan Eduardo Cirlot (1999)
- De la crítica a la filosofía del arte: correspondencia con Canogar, Cela, Cuixart, amb Juan Eduardo Cirlot (1997)
- Historia del arte: últimas tendencias (1994)
- L'escultura de Medina-Campeny, amb Daniel Giralt-Miracle i Xavier Medina-Campeny (1994)
- Las claves del dadaísmo: [cómo interpretarlo], amb Joan-Ramón Triadó (1990)
- Las últimas tendencias pictóricas (1990)
- Subirachs, amb José Corredor-Matheos (1990)
- Daniel Argimon (1988)
- Las Claves de las vanguardias artísticas en el siglo XX (1988)
- Viladecans: una aproximació a l'últim període (1987)
- El mundo del objeto a la luz del surrealismo, amb Juan Eduardo Cirlot (1986)
- El grupo "Dau al set" (1986)
- La pintura informal en Cataluña, 1951-1970 (1983)